# Lisette Modelová
Lisette Modelová (anglicky Lisette Model, 10. listopadu 1901 Vídeň – 30. března 1983 New York) byla americká fotografka rakouského původu.

## Život a tvorba
Lisette Modelová, rozená Elise Amelie Felicie Sternová, od roku 1903 Seybertová, začala studovat v roce 1920 teorii hudby u Arnolda Schönberga. Po smrti otce opustila roku 1926 se svou matkou a sestrou Vídeň a střídavě pobývala v Paříži a jižní Francii. V Paříži pokračovala ve studiu hudby, avšak kolem roku 1933 se od hudby zcela odvrátila a věnovala se fotografii.
Během jedné cesty do Nice se seznámila se svým budoucím manželem, malířem Evsou Modelem.  V roce 1937 se stala žákyní surrealistické fotografky Florence Henriové.
Roku 1938 emigrovala se svým manželem do Spojených států. Tam se dostala do kontaktu s vlivnými osobnostmi, jako Alexej Brodovič, legendárním uměleckým ředitelem Harper's Bazaar, a fotografy Anselem Adamsem a Berenice Abbottovou. Lisette Modelová fotografovala newyorské hotely, bary a noční podniky v Lower East Side a v lázeňské části Coney Island.
Ke známým osobnostem, které portrétovala, patřili Frank Sinatra a Georges Simenon. V roce 1952 zahájila fotografickou sérii o jazzu. Kromě jiných fotografovala Louise Armstronga a Ellu Fitzgeraldovou. Od roku 1957 učila fotografii na New School for Social Research. Její nejznámější žákyní byla Diane Arbusová.
Je řazena k takzvané Newyorské škole fotografie, která s oblibou od 30. do 70. let dvacátého století využívala různé druhy neostrosti. Nebyla to instituce v pravém slova smyslu, ale šestnáct autorů (narozených od 1898–1934) žijících a tvořících v New York City. Jednalo se o fotografy, jejichž jména jsou dnes již legendami: Diane Arbusová, Alexey Brodovitch, Ted Croner, Bruce Davidson, Don Donaghy, Louis Faurer, Richard Avedon, Sid Grossmann, William Klein, Saul Liter, Leon Levinstein, Helen Levitt, Robert Frank, David Vestal a Weegee.